# Eastview
Eastview és una població dels Estats Units a l'estat de Tennessee. Segons el cens del 2000 tenia 618 habitants.

## Demografia
Segons el cens del 2000, Eastview tenia 618 habitants, 277 habitatges, i 186 famílies. La densitat de població era de 47,6 habitants/km².
Dels 277 habitatges en un 25,3% hi vivien nens de menys de 18 anys, en un 54,2% hi vivien parelles casades, en un 9% dones solteres, i en un 32,5% no eren unitats familiars. En el 27,8% dels habitatges hi vivien persones soles l'11,6% de les quals corresponia a persones de 65 anys o més que vivien soles. El nombre mitjà de persones vivint en cada habitatge era de 2,23 i el nombre mitjà de persones que vivien en cada família era de 2,68.
Per edats la població es repartia de la següent manera: un 19,1% tenia menys de 18 anys, un 6,6% entre 18 i 24, un 31,1% entre 25 i 44, un 28,2% de 45 a 60 i un 15% 65 anys o més.
L'edat mediana era de 41 anys. Per cada 100 dones de 18 o més anys hi havia 91,6 homes.
La renda mediana per habitatge era de 29.766 $ i la renda mediana per família de 35.938 $. Els homes tenien una renda mediana de 28.173 $ mentre que les dones 21.625 $. La renda per capita de la població era de 17.094 $. Entorn del 8,3% de les famílies i el 9,7% de la població estaven per davall del llindar de pobresa.

## Poblacions més properes
El següent diagrama mostra les poblacions més properes.